# 组胺N-甲基转移酶
组胺N-甲基转移酶（英語：Histamine N-methyltransferase；HMT、HNMT）是涉及到组胺代谢的两种酶中的一种。另外一个是胺氧化酶。组胺N-甲基转移酶在S-腺苷甲硫氨酸（SAM）存在的情况下催化组胺甲基化形成N-甲基组胺。此酶存在于大多数身体组织当中但不存在于体液之中。组胺N-甲基转移酶被单个基因编码，其被编码于2号染色体上。